# Thyonella gemmata
Thyonella gemmata is een zeekomkommer uit de familie Cucumariidae.
De wetenschappelijke naam van de soort werd in 1851 gepubliceerd door Louis François de Pourtalès.